# Acanthodoras cataphractus
El bagre hueso es el Acanthodoras cataphractus, una especie de pez de la familia Doradidae en el orden de los Siluriformes.

## Morfología
Los machos pueden llegar alcanzar los 11,5 cm de longitud total.
Tiene los ojos pequeños.

## Alimentación
Es omnívoro. 

## Hábitat
Es un pez de agua dulce y de clima tropical (22 °C-26 °C). 

## Distribución geográfica
Se encuentran en Sudamérica: cuenca del río Amazonas y cuencas fluviales costeras de la Guayana Francesa, Guayana y Surinam.

## Costumbres
Es activo durante la noche. 